# Gérard Krawczyk
Gérard Krawczyk (n. 17 mai 1953, Paris, Île-de-France, Franța) este un regizor, actor și scenarist francez de origine poloneză.

## Filmografie ca regizor
- Homicide by Night (1984)
- Je hais les acteurs (a.k.a. I hate actors) (1986)
- L'été en pente douce (1987)
- Taxi 2 (2000)
- Wasabi (2001)
- Taxi 3 (2003)
- Fanfan la tulipe (2003)
- La Vie est à nous! (2005)
- Taxi 4 (2007)
- L'Auberge rouge (2007)